# Blossia falcifera transvaalica
Blossia falcifera transvaalica es una subespecie de arácnido  del orden Solifugae de la familia Daesiidae.

## Distribución geográfica
Se encuentra en el sur de África.